# Lene Mykjåland
Lene Mykjåland (Kristiansand, 20 febbraio 1987) è un'ex calciatrice norvegese, di ruolo attaccante o centrocampista.

## Carriera
Ha iniziato la sua carriera nel Randesund, un club distrettuale di Kristiansand. Nel 2003, Mykjåland ha giocato con l'Amazon Grimstad dove è rimasta fino a settembre del 2005, quando ha firmato per il Røa. Nel 2007, con 11 reti, è stata il capocannoniere del Røa.
Mykjåland è diventata rapidamente uno dei migliori talenti del campionato, riuscendo ad affermarsi anche nella Nazionale di calcio femminile della Norvegia, essendo stata convocata sia alla Coppa del Mondo femminile del 2007, sia alle Olimpiadi estive del 2008 tenutesi a Pechino, in Cina.
Il 21 ottobre 2008 Lene Mykjåland e altre quattro giocatrici del Røa - Marie Knutsen, Guro Knutsen, Marit Fiane Christensen e Siri Nordby - richiamarono l'attenzione  delle cronache sportive, emanando un comunicato stampa in cui si annunciava che non sarebbero tornate a giocare con la nazionale a causa di problemi con i dirigenti della squadra. Anche se nel comunicato non venne fatta menzione diretta dell'allenatore Bjarne Berntsen, si evinceva che la sua presenza fosse determinante nella decisione di ritirarsi dalla squadra. Il ritiro, chiamato da molti giornali boicottaggio, creò un'attenzione diffusa da parte dei media. Quando, dopo il Campionato Europeo 2009, Eli Landsem si è seduta sulla panchina della Nazionale, Mykjåland si è resa nuovamente disponibile per essere convocata. Il 15 gennaio 2010, Mykjåland ha giocato la sua prima partita con la maglia della Norvegia dal "boicottaggio", in un pareggio per 1-1 contro l'Inghilterra. Nel 2011, Mykjåland è stata convocata nella squadra che avrebbe giocato nella Coppa del Mondo femminile di quell'anno.
Il 23 dicembre 2009 il Washington Freedom, squadra militante nel WPS (campionato di calcio femminile professionistico statunitense, antesignano della National Women's Soccer League), ha annunciato di aver ingaggiato Mykjåland, che si è unita al team il 1 aprile 2010. Dopo una stagione in America, è tornata in Norvegia e ha firmato un contratto biennale con il Røa, la sua ex squadra.
Dopo due stagioni, il passaggio al LSK Kvinner  dove ha giocato per le successive quattro, aggiudicandosi la Toppserien nel 2014, 2015 e 2016, anni in cui vinse anche la Coppa di Norvegia.

## Statistiche
Statistiche aggiornate al 30 ottobre 2016
| Stagione               | Squadra                | Campionato             | Campionato | Campionato | Coppe nazionali | Coppe nazionali | Coppe nazionali | Coppe internazionali | Coppe internazionali | Coppe internazionali | Altre coppe | Altre coppe | Altre coppe | Totale | Totale |
| Stagione               | Squadra                | Comp                   | Pres       | Reti       | Comp            | Pres            | Reti            | Comp                 | Pres                 | Reti                 | Comp        | Pres        | Reti        | Pres   | Reti   |
| ---------------------- | ---------------------- | ---------------------- | ---------- | ---------- | --------------- | --------------- | --------------- | -------------------- | -------------------- | -------------------- | ----------- | ----------- | ----------- | ------ | ------ |
| 2003                   | Amazon Grimstad        | 1. div                 | -          | -          | CN              | 1               | 0               | -                    | -                    | -                    | -           | -           | -           | 1      | 0      |
| 2004                   | Amazon Grimstad        | 1. div                 | -          | -          | CN              | -               | -               | -                    | -                    | -                    | -           | -           | -           | -      | -      |
| 2005                   | Amazon Grimstad        | 1. div                 | -          | -          | CN              | 2               | 0               | -                    | -                    | -                    | -           | -           | -           | 2      | 0      |
| Totale Amazon Grimstad | Totale Amazon Grimstad | Totale Amazon Grimstad | -          | -          |                 | 3               | 0               |                      | -                    | -                    |             | -           | -           | 3      | 0      |
| 2006                   | Røa                    | TS                     | 17         | 10         | CN              | -               | -               | -                    | -                    | -                    | -           | -           | -           | 17     | 10     |
| 2007                   | Røa                    | TS                     | 18         | 11         | CN              | -               | -               | -                    | -                    | -                    | -           | -           | -           | 18     | 11     |
| 2008                   | Røa                    | TS                     | 20         | 17         | CN              | 1               | 0               | UWC                  | 1+                   | 3                    | -           | -           | -           | 22+    | 20     |
| 2009                   | Røa                    | TS                     | 13         | 20         | CN              | 1               | 1               | UWCL                 | 4                    | 0                    | -           | -           | -           | 18     | 21     |
| 2010                   | Washington Freedom     | WPS                    | 19         | 4          | -               | -               | -               | -                    | -                    | -                    | -           | -           | -           | 19     | 4      |
| 2011                   | Røa                    | TS                     | 22         | 10         | CN              | 3               | 1               | -                    | -                    | -                    | -           | -           | -           | 25     | 11     |
| 2012                   | Røa                    | TS                     | 15         | 13         | CN              | 3               | 1               | -                    | -                    | -                    | -           | -           | -           | 18     | 14     |
| Totale Røa             | Totale Røa             | Totale Røa             | 95         | 85         |                 | 8               | 3               |                      | 5+                   | 3                    |             | -           | -           | 108+   | 91     |
| 2013                   | LSK Kvinner            | TS                     | 9          | 4          | CN              | 0               | 0               | -                    | -                    | -                    | -           | -           | -           | 9      | 4      |
| 2014                   | LSK Kvinner            | TS                     | 21         | 11         | CN              | 2               | 2               | -                    | -                    | -                    | -           | -           | -           | 23     | 13     |
| 2015                   | LSK Kvinner            | TS                     | 17         | 11         | CN              | 4               | 2               | UWCL                 | 3                    | 1                    | -           | -           | -           | 24     | 14     |
| 2016                   | LSK Kvinner            | TS                     | 19         | 7          | CN              | 4               | 4               | UWCL                 | 2                    | 1                    | -           | -           | -           | 25     | 12     |
| Totale LSK Kvinner     | Totale LSK Kvinner     | Totale LSK Kvinner     | 66         | 33         |                 | 10              | 8               |                      | 5                    | 2                    |             | -           | -           | 81     | 43     |
| Totale carriera        | Totale carriera        | Totale carriera        | 180        | 122        |                 | 21              | 11              |                      | 10+                  | 5                    |             | -           | -           | 211+   | 138    |

## Palmares

### Club
- Campionato norvegese: 6

Røa: 2007, 2008, 2009
LSK Kvinner: 2014, 2015, 2016
- Coppa di Norvegia: 5

Røa: 2006, 2008
LSK Kvinner: 2014, 2015, 2016

### Individuali
- Capocannoniere del campionato norvegese: 1

2009 (20 reti)